# Gmina Union Prairie

Położenie Gminy Union Prairie w hrabstwie Allamakee

Gmina Union Prairie (ang. Union Prairie Township) – gmina w USA, w stanie Iowa, w hrabstwie Allamakee. Według danych z 2000 roku gmina miała 730 mieszkańców.